# 超音波霧化分離
超音波霧化分離（ちょうおんぱむかぶんり）とは、超音波を液体に照射することで液体が霧化し分離する現象、またそれにより分離された物質の回収にいたるまでの分離工学としての方法。蒸留のように全体を加熱し気化（ガス化）して分子間の結合を切るのではなく、加熱せずに微粒子化（ミスト化）し、分子のクラスターレベルで分離する。液体中では同じ物質の分子はクラスター化しやすいことや、物質によりクラスターの大小に隔たりがあることを利用している。たとえばエタノール水溶液の場合、溶液中のエタノールリッチなクラスターを、そのクラスター界面の結合が弱いことを利用して分離する。
従来の分離法、つまり膜分離、遠心分離、電気泳動、蒸留、蒸発操作、再結晶、晶析、抽出、クロマトグラフィー等、いずれにも属さない分離法である。

## 歴史と原理
超音波霧化分離の前提となる超音波霧化（超音波噴霧, Ultrasonic atomization）は、超音波を液中から液面に向けて照射すると、音圧により液面に噴水状の液柱が発生し、液柱の側面からおもに数ミクロン程度の微細な液滴（ミスト）が発生する現象である。発生した液滴は、その小さい粒径から長時間気相中に滞留することになる。その発生機構については、キャビテーションに起因する衝撃波説と液体表面に形成されるキャピラリー液（表面波）説の2説があるが、高周波数の超音波の照射の場合はキャビテーションは無視できるという報告があり、このことからキャビテーション説は採りにくい。
超音波霧化現象自体は、19世紀末より知られており、現在では超音波加湿器、超音波霧化機（ネブライザなど）、殺虫スプレーや石油ファンヒーター、食品・肥料・塗料の噴霧乾燥、除菌、消臭、アロマテラピーなど、幅広い分野で使用される技術である。超音波の発生には主に超音波振動子と呼ばれる製品が使われる。超音波振動子はアメリカ、ドイツ、台湾などで量産されており、仕様の標準化も世界的に進んでいる。
1995年、松浦一雄（現：ナノミストテクノロジーズ株式会社）らによりエタノールと水の混合溶液を超音波霧化するとエタノールと水が分離し、結果としてエタノールが濃縮されることが報告された。これにより、蒸留に代わる非加熱の分離濃縮法として超音波霧化分離が注目されはじめた。
超音波霧化分離装置の構成の一例は次の通りである。
1. 溶液中に設置した超音波振動子により溶液がミスト化される。
2. ミストは、サイクロン等分級装置により、軽いミストは上部へ、重いミストは下部に分離される。
3. 軽いミストは冷却等により凝縮され液体化、重いミストは重さにより落下し液体化する。

## メリットとデメリット
液体を加熱する蒸留装置に比べ、次の利点がある。
- 蒸留法と比較してランニングエネルギーが少なく環境負荷が小さい
- 起動・停止が俊敏である（電気的に超音波の発生・停止を制御できる。瞬間的にミスト生成が行われる）
- ボイラーが不要である
- ユニット化することで拡張が容易
- 装置をパラレル構成にしておくことで、メンテナンスの際に全体を停止させることなく、モジュールごとにメンテナンスが行える
- 常温付近で運転可能であり、食品加工において風味の変化を防ぎやすく（酸化への配慮は必要）、また安全である
- 共沸点の問題により、分離困難な溶液の分離が可能な場合がある

超音波霧化分離のデメリットとして、粘度が500cP以上の高粘度もしくは高張力の溶液では霧化が困難となり分離効率が極端に下がる場合が多い。また穀物の醪（もろみ）のように固体成分が溶液中に含まれる場合には、固体が霧化の妨げとなるため、事前にフィルタープレス等で固液分離しておくことが望まれる。
粘度が水より低い溶液（エタノール水溶液・ガソリン・ナフサ等）では分離効率が良いが、粘度の高い溶液は表面張力の影響で霧化効率が悪くなる。

## 用途

### 工業への利用
- 廃液の浄化や、エタノールや薬液の分離・濃縮
- 電子材料工場から排出されるイソプロピルアルコール溶液の濃縮・回収、有機溶媒を含む廃液からの有機溶媒の回収
- 石油の分離精製

### 食品・飲料への利用
酢や果汁など食品や酒類の濃縮およびエキス・香気成分の抽出が可能である
- シイタケエキスの抽出：加熱して水分を蒸発させる方法に比べ、熱に弱いシイタケのうまみが損なわれにくい。

- 酒類の濃縮：超音波霧化による分離を利用したアルコール度数25度の日本酒が本家松浦酒造場より商品化された。

- 食品系廃棄物から香気など有用成分の回収：香酸柑橘類の果皮からの香気成分の濃縮・回収として、徳島県立工業技術センターでは、超音波霧化分離装置を使用して、スダチ果皮中の香気成分を非加熱で濃縮し、回収油100％のスダチ精油を得ることに成功しており、得られたスダチ精油の香気成分組成は、新鮮なスダチ果汁に類似しており、高い官能評価を得ている。（徳島県の特産物スダチは、ジュースやお酒などへの加工後に廃棄される搾りかす（皮など）の有効利用が課題である。）

### その他
- 船舶の排気ガス処理
- 温泉水の濃縮：不溶性成分のみの湯の花とは異なり、温泉の成分をほぼそのまま濃縮できる。
- 海水の淡水化